# Анага
Анага (груз. ანაგა) — село в Грузии, в муниципалитете Сигнахи края Кахетия, в Алазанской долине.
Расположено на высоте 400 м над уровнем моря, в 6 км от Сигнахи и 9 км от Цнори (ближайшая железнодорожная станция). Анага считается «воротами» в историческую местность Кизики.
По данным переписи 2014 года, в селе проживают 2002 человек.

## История
Находившиеся у окраинных грузинских земель село было свидетелем военных действий после присоединения Грузии к России в начале XIX века

## Известные жители
В селе родились певец Гамлет Гонашвили, представители семьи Ахметели: режиссёр Сандро Ахметели, дипломат Владимир Ахметели, политик Свимон Ахметели, генерал Степан Ахметели и др.